# Укуев, Бейшенбек Такырбашович
Бейшенбек Такырбашович Укуев (9 июля 1951 — 4 июля 2020) — киргизский учёный, директор Института новых информационных технологий Кыргызского Государственного университета строительства, транспорта и архитектуры им. Н. Исанова, доктор технических наук, профессор.

## Биография
Родился 9 июля 1951 года в с. Жениш Джеты-Огузского района Иссык-Кульской области.
Окончил с отличием Ленинградский инженерно-экономический институт (1974) по специальности «Организация машинной обработки экономической информации» и его аспирантуру (в которую поступил после годичной службы в армии в г. Тында Амурская области), в 1978 г. защитил кандидатскую диссертацию:
- Повышение эффективности систем обработки данных в условиях применения ЕС ЭВМ : на примере решения задачи «Определение потребности экономического района в материальных ресурсах» : диссертация … кандидата экономических наук : 08.00.13. — Ленинград, 1978. — 229 с. : ил.

В 1979—1993 гг. работал во Фрунзенском политехническом институте: ассистент, старший преподаватель, доцент, декан факультета ФАУП.
В 1993—1994 гг. президент Учебного научно-производственного центра «Интеллект» г. Бишкек.
С 1998 г. в Кыргызском государственном университете строительства, транспорта и архитектуры (КГУСТА):
- 1994—1998 директор Центра новых информационных технологий, доцент кафедры ЭММиИ,
- 1998—2000 декан ФНИТ, зав. кафедрой КТИ,
- с декабря 2000 года директор института ИНИТ.

В 2015 г. защитил докторскую диссертацию на тему «Исследование и разработка моделей автоматизации управленческих и инженерных задач в интегрированной среде». Доктор технических наук. В марте 2019 г. решением ВАК КР ему присвоено учёное звание «профессор» по специальности «Информатика, вычислительная техника и управление».
Автор (соавтор) более 100 научных и учебно-методических работ, в том числе 3 монографий, 12 учебников. Получил 15 авторских свидетельств на программные продукты.
Основатель научного направления «Разработка методов и моделей интегрированной информационной среды образовательных учреждений» и научной школы «Создание информационной модели интегрированной среды образовательных учреждений».
Заслуженный деятель науки и техники Киргизии.
Умер 5 июля 2020 года после тяжёлой болезни.
Дочь — Укуева Гульнур Бейшенбековна, кандидат технических наук.